# Eulocastra maculicilia
Eulocastra maculicilia là một loài bướm đêm trong họ Noctuidae.